# Xã Keith, Quận Wayne, Illinois
Xã Keith (tiếng Anh: Keith Township) là một xã thuộc quận Wayne, tiểu bang Illinois, Hoa Kỳ. Năm 2010, dân số của xã này là 392 người.